# Astronesthes cyclophotus
Astronesthes cyclophotus es una especie de pez de la familia Stomiidae en el orden de los Stomiiformes.

## Morfología
• Los machos pueden llegar alcanzar los 6,1 cm de longitud total.

## Alimentación
Come peces hueso y crustáceos.

## Hábitat
Es un pez de mar y de aguas profundas que vive entre 0-500 m de profundidad.

## Distribución geográfica
Se encuentra en el  Atlántico oriental (Islas Canarias) y el Atlántico occidental (31 ° N-29 ° N, 48 ° W-59 ° W).